# دحل أبا السيقان
دحل أبا السيقان هو أحد الدحول الواقعة في الصمان في السعودية.